# Laurierville
Laurierville es un municipio canadiense situado en la provincia de Quebec.

## Superficie
Laurierville tiene una superficie de 107,91 km².

## Demografía
En 2021, tenía 1313 habitantes, una densidad poblacional de 12,2 hab./km², y 605 viviendas.